# Hauptstrasse 296
Die Hauptstrasse 296 ist eine Hauptstrasse in den Kantonen Aargau und Luzern in der Schweiz.

## Verlauf
Die gut 66 Kilometer lange Strasse führt von Windisch über Mellingen, Bremgarten und Sins in den südlichsten Abschnitt des Freiamts, wo sie bei Dietwil die Grenze des Kantons Luzern erreicht. Über Eschenbach und Sempach führt sie an den Sempachersee und endet bei Neuenkirch.

## Strassennetz
Die Hauptstrasse 296 verbindet zahlreiche andere Hauptstrassen, die den Aargauer und Luzerner Abschnitt des Mittellands durchqueren:
- in Bremgarten
- in Neuenkirch
- in Windisch
- bei Gisikon
- in Sins
- in Eschenbach
- in Mellingen
- 280 in Hausen und Lupfig
- 299 in Birri
- in Rain
- 367 in Inwil

Die Hauptstrasse 296 hat ausserdem Zufahrten auf die A1 (über Hauptstrasse 280), A2, A3 und A14.

## Öffentlicher Verkehr
Die Hauptstrasse dient mehreren Busverbindungen:
- Linie 363 Brugg – Mellingen (Postauto)
- Linie 332 Baden – Mellingen – Bremgarten (Postauto)
- Linie 231 Bremgarten – Jonen (Zürcher Verkehrsverbund)
- Linie 217 Bahnhof Affoltern am Albis – Spital Muri (Postauto)
- Linie 70 Rothenburg Station – Neuenkirch – Sempach Station (Postauto)
- Linie 84 Sempach – Sempach Station (Verkehrsverbund Luzern)
- Linie 245 Birmensdorf ZH – Muri (Postauto)
- Linie 110 Rotkreuz – Hochdorf (Postauto)
- Linie 348 Gisikon – Sins (Zugerland Verkehrsbetriebe)